# Distrito electoral de St. Paul (condado de Howard, Nebraska)
St. Paul (en inglés: St. Paul Precinct) es un distrito electoral ubicado en el condado de Howard en el estado estadounidense de Nebraska. En el Censo de 2010 tenía una población de 539 habitantes y una densidad poblacional de 3,34 personas por km².

## Geografía
St. Paul se encuentra ubicado en las coordenadas 41°12′34″N 98°26′41″O / 41.20944, -98.44472. Según la Oficina del Censo de los Estados Unidos, St. Paul tiene una superficie total de 161.43 km², de la cual 155.57 km² corresponden a tierra firme y (3.63%) 5.86 km² es agua.

## Demografía
Según el censo de 2010, había 539 personas residiendo en St. Paul. La densidad de población era de 3,34 hab./km². De los 539 habitantes, St. Paul estaba compuesto por el 97.03% blancos, el 0.19% eran afroamericanos, el 0.37% eran amerindios, el 0.19% eran asiáticos, el 0% eran isleños del Pacífico, el 0.56% eran de otras razas y el 1.67% pertenecían a dos o más razas. Del total de la población el 0.74% eran hispanos o latinos de cualquier raza.